# Batman : Créature de la nuit
Batman: Creature of the Night
Batman : Créature de la nuit (Batman: Creature of the Night) est un comic book en quatre numéros publié par DC Comics entre 2017 et 2019. Il est écrit par Kurt Busiek et dessiné par John Paul Leon. Située dans un monde où Batman est un personnage de bande dessinée, l'histoire se concentre sur un jeune fan, Bruce Wainwright, qui grandit à Boston et dont l'histoire de vie finit par refléter celle de Bruce Wayne sur plusieurs aspects. Une créature ressemblant à une chauve-souris se manifeste et devient le gardien de Wainwright, créature que le garçon commence à utiliser pour tenter d'obtenir justice.

## Historique de la publication
Annoncée dès 2010, c'est finalement le 29 novembre 2017 que sort le premier numéro de la série Batman : Créature de la nuit chez l'éditeur DC Comics. Le scénario est écrit par Kurt Busiek. Ayant apprécié de travailler sur la série Superman : Identité secrète en 2004, où un Clark Kent, dans un monde normal sans super-héros, se retrouve avec des super-pouvoirs, l'auteur souhaite réaliser un travail du même style avec le personnage de Batman. Il ancre donc son scénario dans la réalité, faisant du justicier Batman une créature imaginaire créé par un enfant traumatisé. Mais ce qui semble être un simple rêve d'enfant en colère contre l'injustice, évolue vers un récit fantastique sombrant dans l'horreur. Le récit se déroule à Boston, ville du Massachusetts où Busiek a vécu huit années,.
Kurt Busiek travaille plusieurs années sur l'idée et le scénario, tentant de démarrer la série avec divers artistes. Mais, pour réaliser les dessins, il choisit John Paul Leon qu'il approche lors d'une convention à San Diego. L'artiste réalise aussi l'encrage et les couleurs, utilisant des couleurs en aplat. Le protagoniste du comic étant un fan de Batman, de nombreux clins d’œil sur diverses publications, séries ou films sur Batman apparaissent parmi les cases.
Mais la série va prendre du retard. Le numéro deux sort le mois suivant, en décembre 2017 mais le troisième sort le 18 avril 2018 et le quatrième est simplement annulé après plusieurs reports. Cela est dû aux problèmes de santé des auteurs. Busiek est touché par un empoisonnement au mercure. En janvier 2018, l’artiste John Paul Leon est à nouveau diagnostiqué d'un cancer des poumons. Il suit une chimiothérapie en janvier 2019 et indique dans une interview en novembre qu'il réagissait bien au traitement. Bien qu'il continue de travailler tout au long de ce processus, la maladie l'empêche de sortir Batman : Creature of the Night dans les délais impartis. Initialement prévu pour janvier 2019 et après bien des retards, le dernier numéro sort le 27 novembre 2019.

## Synopsis
En 1968, le jeune Bruce Wainwright grandit à Boston avec des parents assez aisés financièrement. Le garçon de 8 ans est un grand fan des bandes dessinées du héros Batman. Cependant, un soir d'Halloween, un cambriolage entraîne l'assassinat de ses parents et le monde de l'enfant s'écroule. Cherchant à s'interposer, il reçoit une balle et frôle la mort. Recueilli par son oncle Alton, qu'il appelle Alfred, Bruce doit faire face à ses traumatismes, à sa vie d'élève dans un internat... et ses visions d'une sombre silhouette semblable à Batman qu'il voit depuis sa réanimation sur la table d'opération.
Alors que l'officier de police Gordon Hoover enquête sur les meurtres, et que les propres recherches de Bruce ne mènent à rien, cet homme chauve-souris s'attaque à divers criminels. Bruce se rend alors compte que les actions de ce « Batman » ont de véritables conséquences dans le monde réel.
L'enfant grandi et devient un homme d'affaires reconnu dans le monde de la finance avec sa compagnie Wainwright Investments. En parallèle, la créature continue à le suivre et à le protéger mais devient de plus en plus violente dans ses actions. Au point d'attirer l'attention de la police vers Bruce. Bruce commence alors à vraiment enquêter sur l'origine de la créature et sur son lien avec elle.

## Ventes
Le premier numéro se vend à 35 347 exemplaires. Le quatrième et dernier numéro, sorti deux ans après le premier, se vend à 16 088 exemplaires.

## Publications francophones
En septembre 2020, l'éditeur Urban Comics sort l'intégrale de la série dans sa collection DC Black Label.
- Kurt Busiek (ill. John Paul Leon), Batman : Créature de la nuit, Urban Comics, 2020, 216 p. (ISBN 9791026817178)

Une édition limitée en noir et blanc sort la même année  (ISBN 9791026820987).